# Terbutaline
Terbutaline, bán dưới tên thương hiệu Bricanyl số những người khác, là một chất chủ vận thụ thể β 2 adrenergic, được sử dụng như là một "thuốc giảm" hít trong việc quản lý hen suyễn triệu chứng và làm giảm co (thuốc chống co) để trì hoãn chuyển dạ sinh non cho đến 48 giờ. Thời gian này sau đó có thể được sử dụng để tiêm steroid cho người mẹ giúp trưởng thành phổi của thai nhi và giảm các biến chứng của sinh non. Không nên sử dụng nó để ngăn ngừa chuyển dạ sinh non hoặc trì hoãn chuyển dạ quá 48 giờ72 giờ. Vào tháng 2 năm 2011, Cục Quản lý Thực phẩm và Dược phẩm đã yêu cầu đưa ra một cảnh báo đóng hộp trên nhãn của thuốc. Phụ nữ có thai không nên tiêm terbutaline để phòng ngừa sinh non hoặc quản lý sinh non lâu dài (ngoài 48 giờ72) và không nên dùng terbutaline đường uống trong mọi trường hợp phòng ngừa hoặc điều trị sinh non chuyển dạ "do tiềm năng cho các vấn đề nghiêm trọng về nội tâm và tử vong." 
Nó được cấp bằng sáng chế vào năm 1966 và được đưa vào sử dụng y tế vào năm 1970.

## Sử dụng trong y tế
Terbutaline được sử dụng như một thuốc giãn phế quản tác dụng nhanh (thường được sử dụng như một phương pháp điều trị hen suyễn ngắn hạn) và như một thuốc giảm co  để trì hoãn chuyển dạ sớm. Dạng terbutaline dạng hít bắt đầu hoạt động trong vòng 15 phút và có thể kéo dài đến 6 giờ.
Terbutaline trong điều trị chuyển dạ sớm là sử dụng ngoài nhãn hiệu không được FDA chấp thuận. Đây là một thuốc loại mang thai C và được kê toa thường xuyên để ngăn chặn các cơn co thắt. Sau khi tiêm tĩnh mạch thành công, ít bằng chứng cho thấy terbutaline đường uống có hiệu quả. Tuy nhiên, sau khi đảo ngược tử cung trong giai đoạn ba chuyển dạ, terbutaline (hoặc Halothane hoặc magiê sulfat) có thể được sử dụng để thư giãn tử cung nếu cần thiết trước khi thay thế tử cung.

## Tác dụng phụ
- Người lớn - nhịp tim nhanh, lo lắng, hồi hộp, run rẩy, nhức đầu, tăng đường huyết, hạ kali máu, hạ huyết áp và, hiếm khi, phù phổi.[7]
- Thai nhi - nhịp tim nhanh và hạ đường huyết.[8]

## Dược lý
Nhóm butyl bậc ba trong terbutaline làm cho nó được lựa chọn nhiều hơn cho thụ thể β2. Vì không có nhóm hydroxy ở vị trí 4 của vòng benzen, nên phân tử này ít bị ảnh hưởng bởi quá trình chuyển hóa nhờ enzyme catechol- O -methyl transferase.

## Điền kinh
Như với tất cả các chất chủ vận thụ thể β2-adrenergic, terbutaline nằm trong danh sách các loại thuốc bị cấm của Cơ quan Chống Doping Thế giới, ngoại trừ khi được sử dụng qua đường hô hấp và Miễn trừ Sử dụng Điều trị (TUE) đã được lấy trước.

## Hóa học
Terbutaline được tổng hợp bằng cách brom hóa 3,5-dibenzyloxy acetophenone thành 3,5-dibenzyloxybromoacetophenone, được phản ứng với N - benzyl - N - tert -butylamine, tạo ra chất trung gian ketone. Giảm sản phẩm này với H₂ trên Pd / C dẫn đến terbutaline. </br>

### Hóa học lập thể
Terbutaline chứa một stereocenter và bao gồm hai chất đối kháng. Đây là một racemate, tức là hỗn hợp 1: 1 của (R) - và (S) - Hình thức:
| Các chất đồng hóa của terbutaline | Các chất đồng hóa của terbutaline |
| --------------------------------- | --------------------------------- |
| liên_kết= </br> (R) -Terbutaline  | liên_kết= </br> (S) -Terbutaline  |

## Tên thương hiệu
Tên thương hiệu bao gồm Bronclyn, Brethine, Bricanyl, Brethaire hoặc Terbulin.